# Microdynamis parva
El koel enano (Microdynamis parva) es una especie de ave cuculiforme de la familia Cuculidae propia de Nueva Guinea e islas adyacentes. Habita en los bosques húmedos tropicales y subtropicales de las tierras bajas. Es la única especie del género Microdynamis.

## Subespecies
Se conocen dos subespecies de Microdynamis parva:
- Microdynamis parva grisescens - norte de Nueva Guinea (de  la bahía de Humboldt hasta el río Kumusi).
- Microdynamis parva parva - local en el sur de Nueva Guinea y en el archipiélago D'Entrecasteaux.